# Le Parisien

Logo von Le Parisien

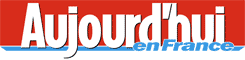
Logo von Aujourd’hui

Le Parisien ist die größte Pariser Tageszeitung und wird von der Pressegruppe Les Échos-Le Parisien herausgegeben, die seit 2015 zur börsennotierten LVMH-Gruppe gehört.
Zusammen mit der landesweit erscheinenden Aujourd’hui en France beträgt die Auflage über 500.000 Exemplare. Sie ist damit nicht so weit verbreitet wie etwa die Bild in Deutschland. Le Parisien wird häufig als Regionalzeitung gewertet, obwohl ihre Auflage inklusive Aujourd’hui en France die von L’Équipe (gleiche Verlagsgruppe wie Le Parisien), Le Monde, Le Figaro oder auch der Libération übersteigt. Gleichzeitig gilt sie wie die anderen genannten Zeitungen als ein Leitmedium. Zur Pressegruppe E.P.A. (Éditions Philippe Amaury) gehört weiter die Amaury Sport Organisation (A.S.O.), welche die Tour de France und andere wichtige Sportereignisse organisiert.